# 蛇王権現
蛇王権現（じゃおうごんげん）は日本各地の寺社などに見られた神。民間信仰のなかでは蛇王（じゃおう）、蛇王姫（じゃおうひめ）、蛇王様、蛇王さんなどとも称される。

## 概要
東北地方から九州地方にかけて、日本各地の寺社や祠・石碑などに数多くその名が確認されている。池や滝の主などとして祀られることが多い。
ヘビを信仰するという点で、弁財天などと同様に富をもたらす財神として、蛇王が祀られることも多い。山形県尾花沢市鶴巻田の旧家には、家の板の間を蛇王様が通ったときに残った鱗のあとを切り抜いて、蛇王大権現のご神体として、招財や養蚕の成功を願っていたという。
宮崎県には、平家滅亡後に那珂郡に落ち延びてきた野辺相模守という武士が、追手から隠れるために入った大蛇に蛇王権現としてまつることを誓い、かくまってもらったという伝説がある。大蛇の穴に隠れて無事に追手から逃れることのできた相模守は、農民となったあとも約束どおり、大蛇を蛇王権現として祠にまつっていたという。
鹿児島県の姶良では、「御池の主」として蛇王権現が祀られており、池の大蛇に生贄がささげられていたが、その大蛇を住吉大神が退治したという伝説を伴っている。
江戸時代には、各地でヘビに対して神位が与えられる際にも称号として蛇王権現が用いられている。岩手県花泉町永井の蛇王権現社は、大蛇を殺した後に家の者に不幸がつづいたため、蛇の霊を祀ったのがはじまりだとされる。また、高知県の鎌井田村の蛇王権現も、江戸時代末期の嘉永年間に祀られたものだが、大蛇の棲む穴に祈ったことで病気が平癒したので、その大蛇に対して蛇王権現の位が与えられている。

## 雨
鳥取県の鹿野では、18日が蛇王権現の祭日で、「蛇祭りだから雨が降る」と言い伝えられていた。領主の亀井家による開墾によって、住処に人の手が入ったことに怒った水神（蛇の霊）を、蛇王権現として祀った伝説が残っている。

## 寺社と蛇王権現・蛇王姫
日光山（栃木県）の伝説に登場する深沙大将（深沙大王）を祀った祠にも、蛇王権現の名が見られる。これは、勝道上人のために橋をつくった話のなかで、蛇が橋になってくれたことに由来する。
大阪府泉南市の長慶寺には、鐘山和尚をたらしこもうと女の姿に化けて出現した蛇王姫の伝説が残る。蛇王の最高位の存在が蛇王姫であるとも言われていたとされるが、長慶寺の蛇王姫の名称が何に由来しているのかについての記述は見られない。長慶寺の蛇王姫のように、寺に隣接した池に古くから住んでいた蛇を祀り、蛇王権現としたという伝説の残る例には、他に鹿児島県曽於市財部の高ノ峰蛇王権現などが挙げられる。
岐阜県大垣市の明星輪寺を守護している存在として祀られる蛇王権現（現在は、金生山神社となっている）は、各国修行をしていた虚空蔵さまに恋焦がれた伊勢国（三重県）の娘が大蛇と化したという内容が見られる。大垣の赤坂山まで虚空蔵さまを追いつづけたその大蛇は、虚空蔵さまの隠れひそんだ岩屋をぐるぐる巻きにした。その後、寺の鎮守として祀ったのが明星輪寺の蛇王権現（蔵王権現とされる）なのだと語られる。